# 金成民
金成民（韩语： Gim Sungmin，1987年6月29日—），韩国男子柔道运动员，2011年世界柔道锦标赛男子100公斤以上级铜牌得主、2014年亚洲运动会男子团体金牌得主和男子100公斤以上级铜牌得主、2018年亚洲运动会男子100公斤以上级金牌得主。